# Panavia
Panavia est un consortium formé en 1969 par le Royaume-Uni, l'Allemagne et l'Italie. Il réunit les compétences de British Aircraft Corporation, MBB et Alenia Aeronautica afin de développer le programme MRCA (MultiRole Combat Aircraft, avion de combat multi-rôles), qui est devenu le Tornado.
La répartition des parts est de 42,5 % pour l'Allemagne et le Royaume-Uni, avec les 15 % restants pour l'Italie. 
Le siège social est établi à Munich en Allemagne.